# Florina (Apfel)

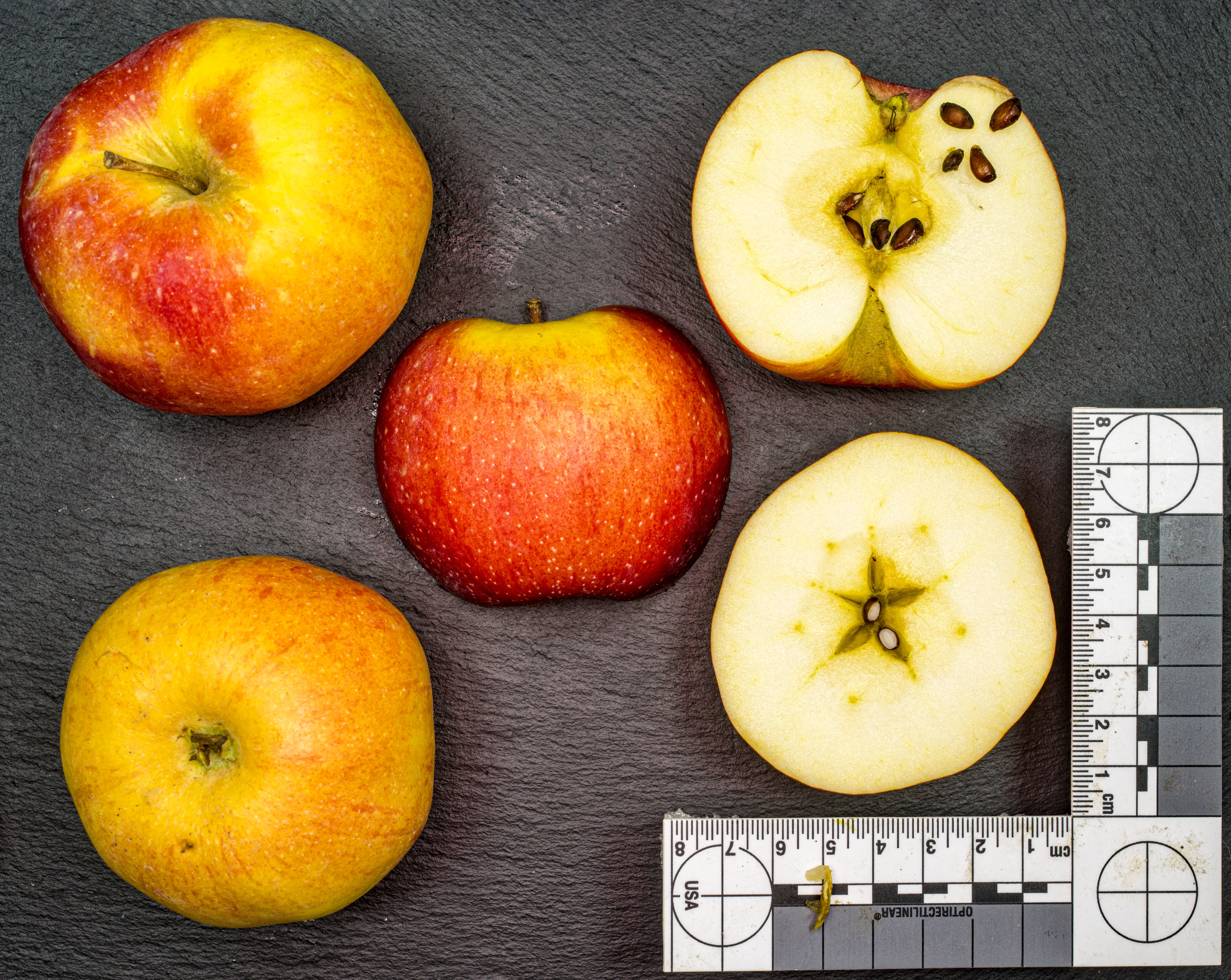
Florina Querschnitte

Florina (Querina) ist eine Apfelsorte, die in Frankreich (Angers) von einem I.N.R.A.-Institut durch Kreuzungen aus schorfresistenten Apfelsorten gezüchtet und 1977 der Öffentlichkeit bekannt gemacht wurde. Die Sorte besitzt die monogen vererbte Schorfresistenz Vf von Malus floribunda. Nach neueren Untersuchungen ist Florina gegen alle Schorfrassen 1 bis 6 resistent. Sie ist in Europa bei biologisch wirtschaftenden Betrieben besonders im Direktverkauf vertreten.
Nach französischen Angaben ist Florina der sortenkundlich verwendete Name, wogegen Querina ein eingetragenes Markenzeichen sei. Deutsche Quellen behaupten das Gegenteil.
Die Sorte ist im Oktober pflückreif und haltbar bis Dezember/Januar. Der Geschmack ist eher süß, anfänglich sehr saftig. Zuweilen gibt es Kernhausschimmel.